# بات شرودر
باتريشيا نيل سكوت شرودر (بالإنجليزية: Patricia Schroeder)‏ (ولدت في 30 يوليو 1940) هي سياسية أمريكية مثلت كولورادو في مجلس النواب الأمريكي منذ عام 1973 وحتى عام 1997. كانت شرودر، العضو في الحزب الديمقراطي، أول ممثلة للولايات المتحدة تُنتخب في كولورادو.

## ممثلة الولايات المتحدة
في عام 1970 ترشح جيم زوج شرودر للهيئة التشريعية لولاية كولورادو لكنه خسر باثنين وأربعين صوتًا فقط. في نفس الانتخابات، خسر بايرون روجرز، الحاكم الديمقراطي الذي شغل المنصب لمدة 20 عامًا، من الدائرة الأولى في كولورادو ومقرها دنفر، تحديًا أساسيًا أمام كريغ بارنز الأكثر ليبرالية، ما أدى إلى فوز الجمهوري مايك ماكفيت. بالنسبة لانتخابات عام 1972، سأل جيم رجلًا رفض الترشح للكونغرس إذا كانت زوجته ترشح نفسها، فأعاد الرجل عليه السؤال نفسه: «ماذا عن زوجتك؟». على الرغم من أن جيم رفض في البداية، أدركت عائلة شرودر أن بات مرشحة جيدة - فقد كانت لديها مؤهلات جيدة مع المجموعات العمالية من خلال عملها في المجلس الوطني للعلاقات العمالية، وكذلك مع مجموعات التعليم من خلال عملها في المدارس العامة، وكانت تعارض حرب فيتنام.
كانت فرصة شرودر ضعيفة ولم تتلق أي دعم من اللجنة الوطنية للحزب الديمقراطي والجماعات النسائية. ومع ذلك، مع بقاء ماكفيت الذي تمتع بثقة كبيرة في واشنطن حتى الأسبوع الأخير من الحملة، أدت رسالة شرودر الخاصة بالحرب، والبيئة، ورعاية الأطفال إلى فوزها بأكثر من 8000 صوت وسط الانهيار الساحق لريتشارد نيكسون في ذلك العام. تعد شرودر، البالغة من العمر 32 عامًا، ثالث أصغر امرأة تُنتخب على الإطلاق في ذلك المجلس. يعتبر ماكفيت، المدعي العام لمنطقة دنفر سابقًا، وأول جمهوري يمثل المنطقة، الأكثر ديمقراطية في جبال روكي، منذ دين إم. غيليسبي في عام 1947. ومع ذلك، عادت إلى المقاطعة لتشكيلها، ولم تواجه منافسة أخرى بذلك القرب. أعيد انتخابها 11 مرة أخرى ضد المعارضة الجمهورية الاسمية فقط.
بعد سنوات، قدمت شرودر طلب لتحصل على ملفها من مكتب التحقيقات الفيدرالي بحسب قانون حرية المعلومات، واكتشفت أنها وموظفيها كانوا تحت المراقبة خلال حملتها الانتخابية الأولى في الكونغرس. علمت أن مكتب التحقيقات الفيدرالي جند حلاق زوجها كمُخبر، ودفع لرجل يدعى تيموثي ريدفرن لاقتحام منزلها وسرقة «وثائق سرية بالغة الأهمية مثل بيان مستحقاتي من رابطة النساء الناخبات وأحد أزرار حملتها».
أثناء وجودها في الكونغرس، أصبحت أول امرأة تعمل في لجنة القوات المسلحة بمجلس النواب. كانت أيضًا عضوًا في الكونغرس في لجنة الأطفال والشباب والعائلات المختارة الأصلية التي تأسست عام 1983. اشتهرت في فترة ولايتها المبكرة بموازنة عملها في الكونغرس مع الأمومة، وحتى أنها جلبت حفاضات الأطفال إلى قاعة الكونغرس، وكانت معروفة بالدفاع عن قضايا العمل والأسرة، وهي المحرك الرئيسي وراء قانون الأسرة والإجازة الطبية لعام 1993، وقانون الأسرة العسكرية لعام 1985. شاركت شرودر أيضًا في إصلاح الكونغرس نفسه، إذ عملت على إضعاف سيطرة رؤساء اللجان التي طال أمدها، وتنافست مع رئيس مجلس النواب كارل ألبرت حول «مخابئ» الكونغرس، وتساءلت عن سبب عدم فرض ضرائب على أعضاء الكونغرس الذين يعيشون في مكاتبهم من أجل المنفعة.
وصفت شرودر نفسها بأنها «ليبرالية محافظة ماليًا». في عام 1981 صوتت ضد التخفيضات الضريبية التي أقرها ريغان، إذ اعتقدت أن البلاد غير قادرة على تحمل هذه التخفيضات، وأيضاً ضد مشروع قانون الإصلاح الضريبي في عام 1986، لصالح معدلات أكثر تصاعدية. في عام 1986 حصلت على تقدير 95% من منظمة أمريكيون من أجل العمل الديمقراطي، وصُنفت أيضًا من قبل الاتحاد الوطني لدافعي الضرائب على أنها أكثر تحفظًا ماليًا من جاك كمب. في عام 1989 صوتت شرودر ضد إدارة جورج بوش الأب أكثر من أي عضو في مجلس النواب (79 في المئة)، وفي كثير من الأحيان لم تصوت مع زملائها الديمقراطيين على أصوات «وحدة الحزب».
ترأست الحملة الانتخابية الرئاسية لعام 1988 لغاري هارت في عام 1987 حتى انسحابه، وفي ذلك الوقت دخلت المنافسة لفترة وجيزة، قبل أن تعلن انسحابها في مؤتمر صحفي عاطفي في 28 سبتمبر 1987. بعد عشرين عامًا قالت إنها ما زالت تتلقى رسائل كراهية -معظمها من النساء - بسبب دموعها. وقالت، مستشهدة بحوادث يعود تاريخها إلى رونالد ريغان: «الرجال يذرفون الدموع طوال الوقت ويعتقد الناس أنه أمر رائع»، لكن بالنسبة للمرشحات يظل ذلك محظورًا.
لم تكن تسعى للحصول على فترة ولاية ثالثة عشر في عام 1996 وخلفتها ديانا ديغيت، وهي زميلة ديمقراطية، ومن سوط أقلية مجلس النواب الحكومي. في مؤتمرها الصحفي الوداعي، مزحت بشان «قضاء 24 عامًا في مؤسسة فيدرالية»، وعنونت مذكراتها عام 1998، 24 عامًا من العمل في المجلس... والمكان ما يزال في حالة من الفوضى.